# Francis Powers
Francis Powers (Marner, 4 giugno 1865 – Santa Monica, 10 maggio 1940) è stato un regista, attore e sceneggiatore statunitense.

## Biografia
Nato in Virginia, lavorò negli anni dieci come regista cinematografico, dirigendo diciannove film. Nel 1915, cominciò a lavorare come sceneggiatore e, poi, nel 1920, continuò come attore, in ruoli di contorno e in piccole parti.
Recitò in alcuni film muti di John Ford, tra cui l'epico Il cavallo d'acciaio, che racconta la storia della costruzione della Prima Ferrovia Transcontinentale e dove ricopre il ruolo del sergente Slattery.
L'ultimo film in cui appare, non accreditato, è del 1939, L'usurpatore, film diretto da Rowland V. Lee.
Morì l'anno seguente, il 10 maggio 1940 a Santa Monica all'età di 75 anni.

## Filmografia
La filmografia è completa. Quando manca il nome del regista, questo non viene riportato nei titoli

### Attore
- Out of the Dust, regia di John P. McCarthy (1920)
- The White Rider, regia di William James Craft (1920)
- Playing It Wild, regia di William Duncan (1923)
- Rouged Lips, regia di Harold M. Shaw (1923)
- The Love Trap, regia di John Ince (1923)
- The Dramatic Life of Abraham Lincoln, regia di Phil Rosen (1924)
- Il cavallo d'acciaio (The Iron Horse), regia di (non accreditato) John Ford (1924)
- Cuori di quercia (Hearts of Oak), regia di John Ford (1925)
- The Man Without a Country, regia di Rowland V. Lee (1925)
- Grazie! (Thank You), regia di John Ford (1925)
- Cuore di combattente (The Fighting Heart), regia di John Ford (1925)
- Il padiglione delle meraviglie (The Show), regia di Tod Browning (1927)
- Stark Mad, regia di Lloyd Bacon (1929)
- Il sergente di ferro (Les Misérables), regia di Richard Boleslawski (1935)
- Un bacio al buio (One Rainy Afternoon), regia di Rowland V. Lee (1936)
- L'usurpatore (Tower of London), regia di Rowland V. Lee (1939)

### Sceneggiatore
- The Father, regia di Francis Powers (1915)
- As in the Days of Old, regia di Francis Powers (1915)
- The Ever Living Isles, regia di Francis Powers (1915)
- The Law of Duty, regia di Francis Powers (1915)
- The Crest of Van Endheim, regia (1915)
- A Daughter of the Night, regia di Francis Powers (1916)
- The Toll of the Law, regia di Francis Powers (1916)
- Good and Evil, regia di Francis Powers (1916)
- The Lady from the Sea, regia di Raymond B. West (1916)
- Sea Mates, regia di Francis Powers (1916)
- Shadows of Conscience, regia di John P. McCarthy (1921)
- Stark Mad, regia di Lloyd Bacon (1929)
- From Headquarters, regia di Howard Bretherton (1929)
- La preda azzurra (Madonna of Avenue A), regia di Michael Curtiz - conosciuto anche col titolo Gorgo d'anime (1929)

### Regista
- Pygmalion and Galatia (1911)
- Pilgrim's Progress (1912)
- Clothes (1914)
- The Port of Missing Men (1914)
- The Ring and the Man (1914)
- The Little Gray Lady (1914)
- The Gray Nun of Belgium (1915)
- One Who Serves (1915)
- The Arrow Maiden (1915)
- Old Mother Grey (1915)
- The Bride of the Sea (1915)
- The Father (1915)
- As in the Days of Old (1915)
- The Ever Living Isles (1915)
- The Law of Duty (1915)
- The Wayward Son (1915)
- A Daughter of the Night (1916)
- The Toll of the Law (1916)
- Good and Evil (1916)
- Sea Mates (1916)